# Wurzelkrebse
Die Wurzelkrebse oder Rhizocephala (von altgriechisch ῥίζα rhiza, deutsch ‚Wurzel‘ und κεφαλή kephalē ‚Kopf‘) sind eine Teilklasse der Rankenfußkrebse mit etwa 260 Arten. Sie sind Parasiten bei Zehnfußkrebsen, Cumacea, Balanomorpha, Fangschreckenkrebsen und Asseln, bei denen sie über ein Wurzelnetz Nährstoffe aus der Hämolymphe aufnehmen.

## Merkmale
Wurzelkrebse sind weitestgehend auf Fortpflanzungsorgane reduzierte Rankenfußkrebse. Sie bestehen aus zwei Abschnitten. Der Innenteil (Interna) liegt im Inneren des Wirts. Von ihm wachsen Wurzelfäden in den Blutraum des Wirts. Das Außensäckchen (Sacculina externa) ist das Fortpflanzungsorgan. Es steht über einen Stiel mit dem Innenteil in Verbindung und enthält nur das Fortpflanzungssystem in einer Eingeweidemasse und ein Ganglion mit ausstrahlenden Nervenfasern. Es wird von der Mantelhöhle umgeben, welche von einer inneren und äußeren Kuticula umgeben ist.

## Lebenszyklus
Das ausgereifte Außensäckchen entlässt Larven in das Wasser, welche sich umgehend häuten und über vier Nauplius-Stadien zur getrenntgeschlechtlichen Cyprislarve entwickeln. Das Geschlecht wird durch äußere Faktoren bestimmt, die beiden Geschlechter unterscheiden sich manchmal nur in der Größe. Die weiblichen Cyprislarve suchen mit ihren Antennen einen geeignetes Wirt und heften sich an dessen Carapax, Schreitbeine oder Kiemen. Männliche Cyprislarven heften sich nicht an den Wirt, sondern an ein weibliches Außensäckchen. Die weibliche Cyprislarve stößt nahezu alle Organ ab und entwickelt einen Bohrstachel, mit dem sie die Außenwand des Wirts durchdringt. Bei Anheftung an den Kiemen gelangt dieser direkt in den Blutraum, bei Anheftung an einer Carapaxborste über deren Nervenkanal. Das eindringende Gewebe wird bei den Kentrogonida als Kentrogon bezeichnet. Es handelt sich um einen wurmähnlichen Körper (Vermigon). Aus dem Vermigon entsteht die weibliche Interna. Ihre Außenschicht (Epithel) umgibt einen inneren Kern (Nucleus). Die Epidermis bildet ein umfangreiches Wurzelsystem, der Kern wird zum späteren Außensäckchen und zur Mantelhöhle. Mit dem Erscheinen der weiblichen Externa an der Außenseite des Wirts endet die innere Entwicklungsphase, die Wochen bis mehrere Monate andauert. Das unreife Außensäckchen hat bei den  Kentrogonida noch keine Mantelöffnung, sondern nur leere Samentaschen (Receptaculum seminis). Nach der zweiten Häutung werden über Pheromone männliche Larven angezogen. Durch Metamorphose entsteht ein bewegliches Jugendstadium, das Trichogon, welches über eine Antenne der Cyprislarve in die Mantelhöhle und dann in die Samentasche eindringt. Hier häutet es sich und seine abgestoßene Außenhülle verschließt wie ein Stecker die Samentasche und verhindert so das Eindringen weiterer Trichogone. Mit Kontakt zum nutritiven Epithel entstehen die männlichen Vorläuferzellen und die Spermatogenese setzt ein. Dies induziert die Reifung der Eierstöcke und der mit ihnen verbundenen Drüsen. Bei den Akentrogonidae ist in der Regel keine Samentasche ausgebildet, hier entwickeln sich die befruchteten Eier in der Mantelhöhle, aus denen direkt die Cyprislarven entstehen. Bei ihnen findet auch keine Häutung nach der Anheftung und keine Metamorphose zum Kentrogon und Bildung eines Vermigon statt, sondern die weibliche Interna entsteht direkt aus der Cyprislarve.

## Systematik
Bei Parasiten kommt es oft zu einer weitgehenden Reduktion innerer Organe und äußerer Merkmale. Gliedmaßen wie bei anderen Krebstieren sind bei den Wurzelkrebsen im Adultstadium nicht mehr vorhanden, da sie zur Fortbewegung oder Nahrungsaufnahme nicht notwendig sind. Das erschwert jedoch die systematische Einordnung der einzelnen Arten. Die Gliederung der Teilklasse Rhizocephala in zwei Ordnungen, einerseits die Kentrogonida, die ausschließlich Zehnfußkrebse befallen, und andererseits die Akentrogonida, die ein großes Spektrum weiterer Krebstiere parasitieren, wurde nach molekulargenetischen Untersuchungen aufgegeben.